# 希氏腔吻鱈
希氏腔吻鱈，為輻鰭魚綱鱈形目鼠尾鱈科的其中一種，分布於中西太平洋新喀里多尼亞南部海域，屬深海底棲性魚類，深度790-835公尺，棲息在底中層水域，生活習性不明。